# ویدلا
ویدلا (به لاتین: Veadla) یک روستا در استونی است که در دهستان وینی واقع شده‌است.